# Chicoreus austramosus
Chicoreus austramosus, beskriven av E. H. Vokes 1978, är en havslevande snäckart som ingår i släktet Chicoreus. Den blir omkring 4,5-6,5 cm lång och finns i East London, Sydafrika och Durban i Sydafrika.

## Utseende
Snäckan är av mindre karaktär och har ett kronutseende med distinkta fötter. Ett horn på vardera sidan, och under högra hornet förekommer små fransar. Ovanifrån klassisk propellerdesign.